# Chron Gen
Chron Gen — британская панк-группа, образованная в 1978 году в Летуорте, Хартфордшир, Англия, бывшими участниками групп The Condemned и Optional Xtras — Глинном «Бакстером» Барбером (гитара, вокал), Джоном Джонсоном (ударные), Джоном Тёрлоу (гитара) и Питом Диммоком (бас-гитара). Группа панк-рока «третьего поколения», Chron Gen в 1981—1982 году по популярности (в этой категории) уступали лишь The Exploited, Vice Squad и Discharge. При этом Chron Gen, исполнявшие более мелодичную музыку, чем едномышленники, нередко сравнивалась с Buzzcocks.

## История группы
Дебютный EP Puppets of War, который первоначально вышел на собственном лейбле группы Gargoyle Records, был перевыпущен Fresh Records и поднялся до 4-го места в британских «независимых» списках. Группа летом 1981 года получила приглашение выступить в составе получившего скандальную известность Apocalypse Tour вместе с The Exploited, Discharge, Anti-Pasti и Anti-Nowhere League. Дебютный альбом Chronic Generation (1981) поднялся до 2-го места в UK Indie Charts. Многие отметили, однако, что он был неудачно спродюсирован и небрежно записан. Второй альбом Nowhere to Run (1984) успеха не имел, и группа вскоре после его выхода распалась.

## Дискография
| - «Puppets of War» (#4 UK Indie Charts) - «Outlaw» - «Reality» (#2) - «Jet Boy, Jet Girl» (#4) - «Free Live EP» - Chronic Generation (#2 UK Indie Charts, 1981) - Nowhere to Run (#25, 1984) - Apocalypse Live Tour June '81 (#15, 1984) - Best of Chron Gen (1984) | - Britannia Waives the Rules («Clouded Eyes», Secret, 1981) - Secret Life of Punk («Jet Boy, Jet Girl», Secret, 1982) - Wave News («Jet Boy, Jet Girl») - Viva la Revolution («Puppets of War») - Razor Sharp Cuts («Puppet of war», «Too Much Talk») - Punk & Disorderly vol. 3 (Final Solution, Outlaw, Anagram, 1983) - Eastern Front II (Live, 3 трека, Sonoblast, 1984) - Anarchy From The UK — Volume 1 («Jet Boy Jet Girl», Dojo) |  |